# Charlotte-Catherine Cosson de La Cressonnière
Pour les articles homonymes, voir Cosson (homonymie).
Catherine-Charlotte Cosson, dite Charlotte-Catherine Cosson de la Cressonnière, née en 1740 et morte en 1813, est une poétesse et écrivain française.

## Biographie
Née à Mézières (Ardennes) le 4 juin 1740 , elle était la sœur de Pierre-Charles Cosson. Elle ajoutait a son nom celui de La Cressonnière « J'ai tiré ce nom d'une petite fontaine où croit le cresson, située dans un pré qui appartient à ma famille ». Elle s'est exercée avec quelque succès dans la poésie légère et anacréontique. Le caractère de sa muse était l'engouement et la légèreté. Elle est décédée à Paris en octobre 1813.

## Œuvres
Œuvres les plus significatives :
- Lamentations sur la mort du Dauphin ; Reims, 1766
- Sur la naissance du fils de LeFranc de Pompignan
- Sur le mariage du vicomte de Montmorency-Laval
- Ode sur l'incendie de l'Hôtel-Dieu. Lire en ligne sur Gallica
- De l'éducation physique et morale des femmes, avec une notice alphabétique de celles qui se sont distinguées dans les différentes carrières des sciences et des beaux-arts, ou par des talens et des actions mémorables ; par Philibert Riballier, avec la collaboration de Charlotte-Catherine Cosson de La Cressonnière. (Les frères Estienne, 1779). Télécharger

Elle a collaboré à diverses revues : Le mercure, L'Almanach des muses, L'année littéraire.
Elle a fait éditer : De la bonne Royne et d'un sien bon curé, Fabliau d'une bonne gauloise, écrit par Bossut curé de Saint-Paul ; Didot, 1782